# Вэйл, Уильям
Уильям Вэйл (англ. William Vale), известный так же как «Cherry»; 1914—1981) — британский лётчик-ас Второй мировой войны, второй по результативности (после Джеймса Джонсона) среди лётчиков ВВС Великобритании (RAF) и третий среди лётчиков Британской империи. Сбил 30 самолетов противника: 20 — на истребителе Харрикейн и 10 — на Гладиаторе.

## Биография
Родился 3 июня 1914 года в английском графстве Кент.
Служить в ВВС Великобритании начал в 1931 году сначала техником, потом — стрелком. В 1935 году был командирован в 33-ю эскадрилью в Египте, оснащенную самолётами Hawker Hart. В 1936 году Вэйл начал подготовку в качестве летчика в школе авиабазы Abu Suwayr Air Base в Египте. В родную эскадрилью вернулся сержантом в конце 1937 года. В марте 1938 года их группа была оснащена бипланами Gloster Gladiator.
Первые военные операции Уильям Вэйл выполнял в Северной Африке, на Египетско-Ливийской границе, здесь стал пилотным офицером 24 июня 1940 года. Свою первую победу одержал 1 июля 1940 года, сбив итальянский Fiat CR.32 над пограничным городом Fort Capuzzo. В июле этого же года пилот был переведён в 80-ю эскадрилью. Принимал участие в боевых действиях на Балканах, Греции и Крите. 18 мая 1941 года он был переведён снова в Египет, вылетал на операции в Сирию против французских войск Виши. В 1941 году он закончил свою боевую лётную деятельность, став лётным офицером, и участия во Второй мировой войне более не принимал.
Вэйл стал оперативным сотрудником ВВС в Хайфе, а в апреле 1942 года вернулся в Соединенное Королевство, став здесь инструктором 59-го Operational Training Unit. 17 января 1942 года он был произведен в поручики (англ. Flight lieutenant), в марте 1943 года обучался в школе Central Gunnery School города Sutton Bridge, после чего до конца войны командовал 11-м кампусом вооружений (англ. Armament Practice Camp, были закрыты в 1946 году). Затем дослужил до командира эскадрильи RAF и уволился из ВВС 3 июня 1959 года.
Проживал в графстве Нортгемптоншир и погиб в ДТП 29 ноября 1981 года.
В 2010 году вышла книга «Gladiator ace: Bill „Cherry“ Vale, the RAF’s forgotten fighter ace», посвященная Уильяму Вэйлу.

## Награды
Был награждён крестом За выдающиеся лётные заслуги, крестом Военно-воздушных сил, а также медалями, среди которых медаль «Войны 1939—1945». Также имел греческую награду.